# Letzte Ausfahrt Brooklyn
Letzte Ausfahrt Brooklyn (Last Exit to Brooklyn) ist ein Filmdrama aus dem Jahr 1989, das von den deutschen Filmemachern Bernd Eichinger und Uli Edel vor Ort im Stadtteil Brooklyn von New York City in den Vereinigten Staaten und in den Bavaria Filmstudios in München gedreht wurde.
Das Drama ist eine Verfilmung des Romans Letzte Ausfahrt Brooklyn von Hubert Selby aus dem Jahr 1964.

## Handlung
Der Film spielt in den 1950er Jahren in New York und besteht aus mehreren Episoden:
Brooklyn. Harry Black ist ein Mitarbeiter der lokalen Gewerkschaft und prahlt gern mit den Räumen und den Spesengeldern, welche die Gewerkschaft ihm zur Verfügung stellt. Bei einer Straßenschlägerei lernt er neue Freunde kennen. Obwohl er verheiratet und Vater eines Säuglings ist, besucht er mit ihnen eine Transvestitenparty. Dort entdeckt er, der seine Frau stets zurückgewiesen hatte, seine Homosexualität und beginnt eine Affäre mit einem androgynen Dandy namens Regina.
Die übergewichtige Tochter des Arbeiters Big Joe ist schwanger. Der Vater des Kindes heißt Tommy und erscheint als sympathischer Schwiegersohn, wird von Big Joe aber dennoch zunächst abgelehnt, der sogar zweimal eine Prügelei mit Tommy beginnt. Unter dem Einfluss seiner dominanten Ehefrau macht er aber schließlich seinen Frieden mit ihm.
Georgette ist ein junger, homosexueller Transvestit und der Gastgeber der von Harry Black besuchten Party. Für die frühen 1950er Jahre lebt er seine Neigungen verhältnismäßig offen aus. Das führt dazu, dass er von seinem älteren Bruder aus dem Elternhaus geworfen wird. Er ist verliebt in einen jungen Mann, der diese Liebe zwar nicht erwidert, ihn aber einigermaßen respektiert. Es handelt sich um einen der Halbstarken, die zusammen mit Harry Black auf der Party waren. Nach der Party hastet Georgette im Drogenrausch hinter ihm her, wird dabei von einem Auto erfasst und getötet.
Tralala ist eine junge Frau, die in Manhattan auf den Strich geht. Manchmal lockt sie ihre Kunden auch in eine Falle, wo diese von ihren halbstarken Komplizen ausgeraubt werden. Einer ihrer Kunden ist ein schwermütiger Leutnant vor seinem Fronteinsatz in Korea. Er verliebt sich in sie und verbringt mit ihr einige Tage auf seine Kosten. Widerwillig muss sie sich eingestehen, dass sie seine Liebe erwidert. Nach seiner Abreise betört sie in ihrer betrunkenen Verzweiflung und Einsamkeit die Männer in ihrer Stammkneipe, indem Tralala ihre Brüste entblößt, worauf diese sie nach draußen tragen und sie der Reihe nach vergewaltigen. Sal, ein Junge aus der Nachbarschaft (ein Sohn von Big Joe), der sich in die ungleich ältere Tralala heimlich verliebt hat, findet sie und vertreibt die letzten der Männer. Dann bricht er in Tränen aus, während sie ihn beruhigt.
Harry Black wird aus dem Büro seines Vorgesetzten in der Gewerkschaftsführung hinausgeworfen, nachdem man Unregelmäßigkeiten in seinen Spesenabrechnungen und andere Verfehlungen entdeckt hat. Gleichzeitig wendet sich auch seine neue große Liebe Regina von ihm ab. Vor Verzweiflung wie von Sinnen versucht er, sich an einem Jungen aus der Nachbarschaft in einem dunklen Hinterhof sexuell zu vergehen. Dafür wird er von mehreren Männern übel zusammengeschlagen.
Eingebettet ist die Geschichte in einen großen Fabrikstreik, der trotz Gewalttätigkeiten zu einem guten Ende kommt.

## Kritiken
Roger Ebert schrieb in der Chicago Sun-Times vom 11. Mai 1990: Der Film sei eher eine Tragödie als ein Liebesfilm, weil er liebende Menschen in „unglücklichen Zeiten“ zeige. Die meisten Menschen würden solche Filme hassen, weil es kein glückliches Ende gebe. Die bedrückend wirkenden Drehorte seien unvergesslich.
Nana A.T. Rebhan schrieb auf www.arte.tv, der Regisseur beweise, „dass er düstere Stimmungen perfekt in Szene setzen“ könne. „Die eine starke Atmosphäre kreierende Kameraarbeit von Stefan Czapsky und die coole Musik von Mark Knopfler“ würden zusätzlich dazu beitragen, „dass dieser Film den intensiven Eindruck eines amerikanischen Alptraums“ hinterlasse.
Lexikon des internationalen Films: „… In einem Reigen mehrerer Tragödien entwirft die filmische Passionsgeschichte einen dumpf-düsteren Kosmos, in dem extreme Gewalt und Aggression die einzige Ausdrucksform menschlicher Regungen sind. Aufwendig und teilweise auch suggestiv, bleibt unterm Strich nicht mehr als ein überwiegend demonstrativ inszenierter Kraftakt, der kaum in die Tiefe dringt.“

## Auszeichnungen
- 1990: New York Film Critics Circle Award
  - Jennifer Jason Leigh (Nebendarstellerin)
- 1991: Boston Society of Film Critics Award
  - Jennifer Jason Leigh
- 1990: Deutscher Filmpreis
  - Uli Edel (Regisseur)
  - „Bester Spielfilm“
- 1990: Bayerischer Filmpreis
  - Uli Edel
  - Peter Przygodda (Schnitt)